# Graben (Asbach)
Graben ist ein Ortsteil der Ortsgemeinde Asbach im Landkreis Neuwied im nördlichen Rheinland-Pfalz. Der Ort ist landwirtschaftlich geprägt.

## Geographie
Der Weiler liegt im Niederwesterwald nordöstlich des Hauptortes Asbach. Im Osten grenzt Graben an die Gemarkung von Hirz-Maulsbach im Landkreis Altenkirchen. Graben ist über die Kreisstraße 61 zu erreichen, die den Ort mit dem Asbacher Ortsteil Limbach und dem Hirz-Maulsbacher Ortsteil Hähnen verbindet.

## Geschichte
Der Ort Graben hat seinen Namen von den beiden kölnischen und saynischen Landwehren, die vom Mittelalter bis zum Beginn des 19. Jahrhunderts die Grenze zwischen den beiden Territorien sicherte und nahe dem Ort verliefen. Die beiden Landwehren waren mit Gräben und Gebück versehen, zwischen beiden war Niemandsland, das zum Teil mehrere Hundert Meter breit war und Verfolgten einen gewissen Schutz bot.
Landesherrlich gehörte Graben zum Kurfürstentum Köln und zum Amt Altenwied und war Teil der „Honnschaft Limbach“. Nach einer 1660 vom Kölner Kurfürsten Maximilian Heinrich angeordneten Bestandsaufnahme hatte Graben zwei Höfe. 1787 wurden in Graben 18 Einwohner gezählt, die in sechs Höfen lebten.
Nachdem das Rheinland 1815 zu Preußen gekommen war, gehörte Graben zur Gemeinde Limbach im damals neu gebildeten Kreis Neuwied und wurde von der Bürgermeisterei Asbach verwaltet. Nach einer Volkszählung aus dem Jahr 1885 hatte Graben 52 Einwohner, die in 10 Häusern lebten. Bis 1974 war Graben Teil der bis dahin eigenständigen Gemeinde Limbach. Aus ihr und den gleichzeitig aufgelösten Gemeinden Asbach und Schöneberg sowie einem Teil der Gemeinde Elsaff wurde am 16. März 1974 die Ortsgemeinde Asbach neu gebildet.